# Mont Habitant
Le mont Habitant est une montagne des Laurentides située dans la région de Saint-Sauveur à 45 minutes de Montréal en auto. Elle abrite, depuis 1958, une station de ski composée de 11 pistes, dont un sous-bois[Quoi ?], un parc à neige et une piste pour les débutants.